# Alliance démocrate
Pour les articles homonymes, voir Alliance démocratique et DISY.
L’Alliance démocrate (en grec moderne Δημοκρατική Συμμαχία - ΔΗ.ΣΥ. - DISY) est un parti politique grec fondé le 21 novembre 2010, par Dora Bakoyanni quand elle fut expulsée de Nouvelle Démocratie, pour avoir soutenu les mesures d'austérité prises par le PASOK au pouvoir. C'est un parti de centre-droit. À sa création, il est rejoint par quatre députés du Parlement hellénique et un député européen, Théodoros Skilakákis, qui s'inscrit au groupe ADLE. Le parti est reçu au sein du Parti de l'Alliance des libéraux et des démocrates pour l'Europe en 2011.
Le 21 mai 2012, une alliance avec Nouvelle Démocratie a été annoncée en prévision des Élections législatives grecques de juin 2012,. Cette fusion a scellé la disparition de l'Alliance démocrate. Elle visait à éviter la victoire du parti de gauche radical SYRIZA, pronostiquée par la plupart des sondages d'opinion à cette date.